# Долгие вёрсты войны
«Долгие вёрсты войны» — советский военный фильм режиссёра Александра Карпова, снятый по произведениям Василя Быкова «Журавлиный крик», «Атака с ходу», «На восходе солнца».

## Сюжет
Фильм рассказывает о трёх боевых эпизодах в ходе Великой Отечественной войны: в первые месяцы войны, в 1943 году, в завершающей фазе войны.

### Фильм 1: «Журавлиный крик»
Лето 1941 года. По дороге идут остатки батальона. На «Эмке» им встречается командир дивизии. Он ставит батальону непосильную задачу: занять оборону на станции и удержать её. Чтобы выполнить этот приказ, командир батальона отправляет второй взвод, состоящий только из четырёх бойцов и командира, прикрывать фланг. В усиление им он даёт бойца по фамилии Свист с противотанковым ружьём (Александр Вдовин). Бойцы должны продержаться у железнодорожного полотна сутки.
Взвод окапывается на выбранной позиции. Вскоре в их тылу завязывается бой, затем звуки боя удаляются. Бойцы понимают, что советский батальон отошёл. Теперь они остались одни вшестером и должны продержаться целые сутки. После отражения двух атак фашистов в живых остался только один солдат, который готовится к бою под журавлиный крик.

### Фильм 2: «Атака с ходу»
Март 1943 года. На марше рота старшего лейтенанта Ананьева. Солдат Кривошеев докладывает, что недалеко на горке немцы роют укрепления. Ананьев решает взять высоту с ходу, пока немцы там не укрепились. В результате короткого ночного боя рота занимает немецкие окопы. Утром гитлеровцы неожиданно атакуют, и ей приходится отступить, но уже послано донесение командованию о взятии высоты, и рота снова идёт в атаку.

### Фильм 3: «На восходе солнца»
Май 1945 года. Берлин уже взят. Происходит невероятная встреча: Климчук и Ананьев узнают друг друга. Они вместе с несколькими офицерами вынуждены задержаться на немецкой вилле. Здесь они узнают о капитуляции Германии. Утром старший лейтенант Петров у реки замечает немцев. Он пытается сообщить им о капитуляции, но его убивают. На вилле слышат выстрелы. Сержант Орлов предлагает пропустить немцев, прорывающихся к американцам, но Климчук возражает: «А если они нашим в тыл ударят?». Начинается бой. В живых остаются только Ананьев и Климчук..

## В ролях
- Вадим Яковлев — Константин Ананьев
- Николай Федорцов — старшина Карпенко
- Юрий Дуванов — Климчук
- Александр Вдовин — Свист
- Александр Серский — Фалин
- Борис Щербаков — Овсеев
- Виктор Петров — Пшеничный
- Александр Карпов — комдив
- Борис Руднев — комиссар Гриневич
- Геннадий Овсянников — старшина Пилипенко
- Алексей Инжеватов — Ванин
- Александр Жданов — Васюков
- Павел Первушин — Чумак
- Анатолий Ведёнкин — Цветков
- Фёдор Шмаков — Кривошеев
- Раднэр Муратов — Закиров
- Николай Сморчков — Щепа
- Улдис Пуцитис — фельдфебель Гросс
- Эдуард Горячий — пулеметчик Шнайдер
- Павел Кормунин — рядовой
- Анатолий Чарноцкий
- Владимир Грицевский
- Виктор Уральский
- Светлана Крючкова — Зина Богданова
- Михаил Матвеев — Петров
- Александр Потапов — Орлов
- Николай Ферапонтов — Воробей
- Юрий Овсянко — Сафронов
- Валерий Шушкевич — Терещенко
- Георгий Тейх — архитектор
- Валентина Титова — Ирма
- Паул Буткевич — Пауль
- Николай Кузьмин — пожилой солдат
- Евгений Покрамович — Тимок
- Александр Толстых

## Съёмочная группа
- Режиссёр: Александр Карпов
- Сценарист: Василь Быков
- Операторы: Андрей Булинский, Эдуард Садриев
- Художник: Владимир Белоусов
- Композитор: Никита Богословский

## Сценарий
Первые две части фильма сняты на основе повестей «Журавлиный крик» и «Атака с ходу», которые были опубликованы ранее — в 1960 и 1968 годах. Третья часть фильма была снята на основе сценария, написанного специально для съемок и опубликованного в журнале «Смена» в 1975 году. Василий Быков отмечал, что в основу сценария третьей части положен реальный случай на Третьем Украинском фронте 9 мая 1945 года.

## Место съёмок
Фильм снимался в Белоруссии в том числе под Новогрудком.